# Rock Hill (Carolina do Sul)
Rock Hill é uma cidade localizada no estado norte-americano da Carolina do Sul, no Condado de York. Foi fundada em 1852, e incorporada em 1892. Faz parte da região metropolitana de Charlotte, Carolina do Norte.

## Geografia
De acordo com o United States Census Bureau, a cidade tem uma área de 92,9 km², dos quais 92,5 km² estão cobertos por terra e 0,4 km² por água.

### Localidades na vizinhança
O diagrama seguinte representa as localidades num raio de 12 km ao redor de Rock Hill.

## Demografia
Segundo o censo nacional de 2010, a sua população é de 66 154 habitantes e sua densidade populacional é de 715,07 hab/km². É a quinta cidade mais populosa da Carolina do Sul. A cidade possui 29 159 residências, que resulta em uma densidade de 315,18 residências/km².